# Ласло Будаи
Ласло Будаи (мађ. Budai László; Будимпешта, 19. јул 1928 — Будимпешта, 2. јул 1983) је био мађарски фудбалер који је играо за ФК Ференцварош; ФК Хонвед и мађарску националну селекцију.
Такође је био познат као Будаи II или под надимком Грбави (Púpos).

## Каријера
Фудбал је пошео да игра 1942. године и играо је све до 1961. За време своје деветнаестогодишње играчке каријере за репрезентацију мађарске је на одиграо 39 утакмица и постигао је 10 голова. Играо је на позицији левог крила.
На терену је био незаменљив у комбинацији са Шандором Кочишем, налазили су један другог на слепо. Играо је на чувеној утакмици против Енглеза, освојио злато у 1952. Хелсинкију и играо на светском фудбалском првенству 1954. у Берну, Швајцарска, где је мађарска освојила друго место. Члан је чувене мађарске репрезентације која је позната под именом Златних једанаест.
Стадион мађарског нижелигаша РЕАКа носи његово име.

## Клубови за које је играо
- 1942–1947 БРШК (BRSC)
- 1947–1948 СК Олај Хутлер (Huttler Olaj SE)
- 1948–1950 ФК Ференцварош (Ferencvárosi TC)
- 1950–1950 ЕДОС (ÉDOSZ)
- 1950–1961 ФК Хонвед (Kispest Honvéd)

## Клубови које је тренирао
- 1962–1967 СК ЕТИ (ETI SC)
- 1967–1980 КФШЕ Кошут (Kossuth KFSE)

## Признања
Мађарска
- Олимпијски шампион
  - 1952
- Централно Европског интернационалног купа
  - 1953
- Светски куп
  - Финалиста: 1954.

ФК Ференцварош
- Шампион Мађарске: 1
  - 1949.

ФК Хонвед
- Шампион Мађарске: 4
  - 1950. 
  - 1952. 
  - 1954. 
  - 1955.
- Митропа куп: 1
  - 1959.